# Marco Cornelio Frontone
Marco Cornelio Frontone (in latino: Marcus Cornelius Fronto; 100 – Roma, 166/170) è stato uno scrittore e oratore romano, fra i più significativi del II secolo, precettore di Marco Aurelio e Lucio Vero. Nel 1815 il filologo Angelo Mai ritrovò in un palinsesto nel monastero di Bobbio la corrispondenza tra i due principi e il precettore.
Di lui restano pochi frammenti e lettere, e nessun ritratto, tuttavia all'epoca era considerato un grande esperto di retorica latina, in grado di rivaleggiare con la seconda sofistica greca, nonché il più importante avvocato romano del periodo antonino. Per i contemporanei Frontone era addirittura quasi un "secondo Cicerone", una fama che tuttavia è andata perduta nei secoli.

## Biografia
Anche se probabilmente era discendente di immigrati italici, che avevano sempre formato una minoranza rilevante della popolazione della capitale numidica, amava definire se stesso un "libico, dei nomadi libici". Venne a Roma durante il principato di Adriano, e subito guadagnò fama di avvocato ed oratore, inferiore solo a Cicerone.
Guadagnò una grande fortuna, costruì magnifici edifici e comprò i famosi giardini di Mecenate. Antonino Pio, avendo avuto notizia della sua fama, lo scelse come tutore dei figli adottivi Marco Aurelio e Lucio Vero. Tale fu la sua fama di insegnante-retore che quando morì l'Augusto fece erigere una statua in sua memoria.
Nel 143 fu per due mesi consul suffectus sotto Antonino Pio, ma rifiutò l'incarico di proconsole in Asia, adducendo come motivazione il cattivo stato di salute. In vecchiaia fu colpito dalla perdita di tutti i suoi figli tranne una figlia.
Il suo talento come oratore e retore fu notevolmente ammirato dai suoi contemporanei. Alcuni di questi in seguito furono considerati membri di una scuola, denominata da lui dei Frontoniani; il suo obiettivo nell'insegnamento era inculcare l'uso esatto del latino al posto degli artifici di autori del I secolo come Seneca e consigliava l'uso di "parole poco usate ed inattese", da trovare con la lettura diligente degli autori pre-ciceroniani. Frontone criticava Cicerone per la disattenzione a questo perfezionamento, pur ammirando senza riserva le sue lettere.

## Opere rimaste
Fino al 1815 le uniche opere attribuite (erroneamente) a Cornelio Frontone erano due trattati grammaticali, De nominum verborumque differentiis ed Exempla elocutionum (quest'ultimo lavoro in realtà è opera di Arusiano Messio); in quell'anno, Angelo Mai scoprì nella Biblioteca Ambrosiana, a Milano, un palinsesto manoscritto, su cui originariamente erano state scritte le lettere di Cornelio Frontone ai suoi allievi imperiali e le loro risposte. Quattro anni più tardi Mai scoprì altri fogli degli stessi manoscritti al Vaticano. Questi palinsesti erano appartenuti alla famosa Abbazia di San Colombano a Bobbio, ed erano stati usati dai monaci per scriverci gli atti del primo Concilio di Calcedonia.
Nel 1815, appena disponibile il palinsesto Ambrosiano, furono pubblicate a Roma, assieme agli altri frammenti del palinsesto. I testi Vaticani furono pubblicati nel 1823, assieme al suo Gratiarum actio pro Carthaginiensibus, proveniente da un altro manoscritto Vaticano. Ciò fu tutto fino al 1956, quando Bernhard Bischoff identificò un terzo manoscritto, di un solo foglio, che contiene frammenti di corrispondenza tra Cornelio Frontone con Lucio Vero, in parte corrispondenti al palinsesto di Milano. Tuttavia il manoscritto era stato pubblicato nel 1750 da Dom Tassin, che aveva supposto che potesse essere un lavoro di Cornelio Frontone.

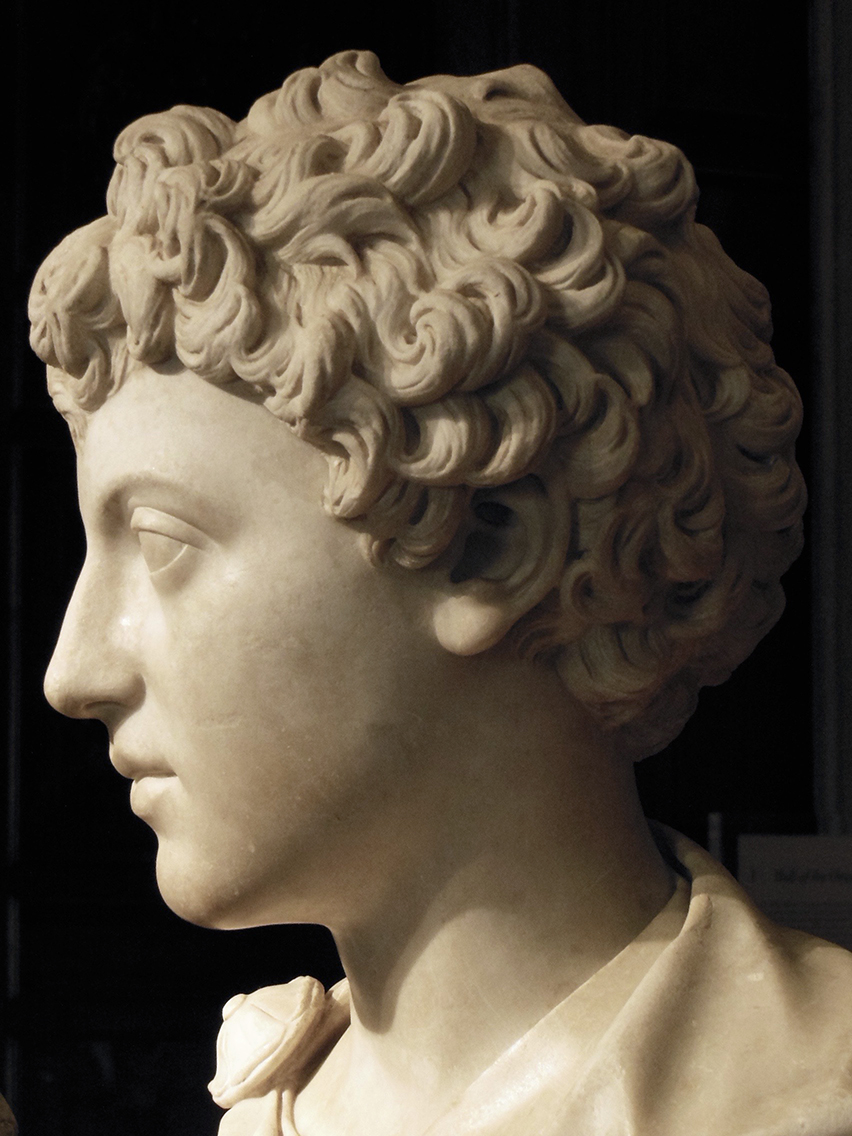
Ritratto di Marco Aurelio giovane, 140 d.C. circa, Musei Capitolini

La scoperta di questi frammenti deluse gli eruditi romantici perché non corrispondevano alla grande fama dell'autore, ma oggi sono osservati con maggior benevolenza. Le lettere, raccolte ora in un Epistolario, rappresentano la corrispondenza con Antonino Pio (un libro), Marco Aurelio (cinque libri quando era giovane e due quando era Imperatore), Lucio Vero (due libri) in cui il carattere degli allievi di Cornelio Frontone appare in una luce molto favorevole (particolarmente grazie all'affetto che entrambi sembrano mantenere per il loro vecchio maestro), unitamente a missive agli amici (altri due libri), principalmente lettere di raccomandazione. La collezione contiene inoltre trattati sull'eloquenza, alcuni frammenti storici e inezie letterarie come l'elogio del fumo e della polvere, della negligenza e una dissertazione su Arione.
L'editio princeps è quella di Angelo Mai, mentre l'edizione standard è quella della Teubner, a cura di M. van den Hout (Leipzig, 1988). Nel 2021, Carla Castelli ha pubblicato i testi greci contenuti nell'Epistolario, con traduzione italiana e commento, fondandosi, a differenza dell'edizione di Van den Hout, su una collazione diretta del manoscritto. La Loeb Classical Library ha stampato un'edizione in due volumi delle lettere di Frontone con a fronte la traduzione inglese di C. R. Haines (1919-1920); il testo è ora obsoleto. Van den Hout ha anche pubblicato un completo commento in inglese (Leiden, 1999). In Italia la Utet ha pubblicato nel 1974 il testo con la traduzione italiana a fronte a cura di Felicita Portalupi.

## L'elocutio novella
Nei frammenti scoperti in "palinsesto" da Angelo Mai nel 1815, ritroviamo parte dell'Epistolario di Marco Cornelio Frontone. Da queste porzioni di testo conservate si ricava la teorizzazione della Elocutio novella, ossia il nuovo modo che Cornelio Frontone proponeva per approcciarsi all'arte retorica. L'autore sembra molto attento all'uso del latino, una lingua che egli auspica di rinnovare tramite l'uso della terminologia arcaica poiché essa soltanto conteneva il significato "genuino" delle espressioni. Per scegliere le parole adatte al contesto è comunque richiesta competentia, cioè uno studio approfondito del discorso, poiché la retorica è un'arte che non permette errori, come afferma lo stesso retore: l'inesperienza può essere ben visibile quando la sistemazione dell'orazione non è consona.
Nelle Epistole è anche rintracciabile una sorta di elenco di grandi autori, degli exempla da seguire: tra questi si possono individuare Catone, Sallustio e Cicerone. Curiose le osservazioni su quest'ultimo, Cornelio Frontone pur ammettendo la fluenza dello stile ciceroniano, lo definisce come un autore che "sorprendeva poco" nella sua ricerca lessicale, basandosi unicamente sul suo innato talento di oratore. La nuova retorica invece doveva sorprendere il lettore-ascoltatore attraverso l'"inatteso", l'interlocutore rimanendo allibito da tanta maestria ammetteva, se pur non apertamente, il suo "surclassamento". La nuova arte oratoria dunque era rivolta ad un pubblico dotto capace di intendere i riferimenti letterari e arcaici del retore che la praticava.

## L'eloquenza imperiale
Essendo insegnante di retorica di un Augusto come Marco Aurelio, nell'epistola intitolata Ad Marcum Caesarem troviamo l'importanza dell'elocutio per l'imperatore.
Innanziututto, esordisce Cornelio Frontone, è di basilare importanza il rapporto con il destinatario: la voce imperiale deve essere "tromba", non "flauto". Con questa sottile metafore l'autore ci fa comprendere che l'imperatore deve dare gli ordini alla sua gente, come la tromba fa per l'esercito, sottolineando il valore allocutorio del discorso imperiale. Il flauto, per contrappunto, è uno strumento troppo flebile e delicato, il discorso di un Cesare non può essere vellutato: si rischierebbe di perdere, agli occhi del popolo e del Senato (che devono essere trattati allo stesso modo), l'autorevolezza e l'attenzione che sono dovute ad un uomo così importante